# فرودگاه ویگریچ
فرودگاه ویگریچ  (به انگلیسی: Wigrich Airport) یک فرودگاه خصوصی است که یک باند فرود چمن دارد و طول باند آن ۵۰۲ متر است. این فرودگاه در کشور ایالات متحده آمریکا قرار دارد و در ارتفاع ۵۰ متری از سطح دریا واقع شده است.